# Hamsteren

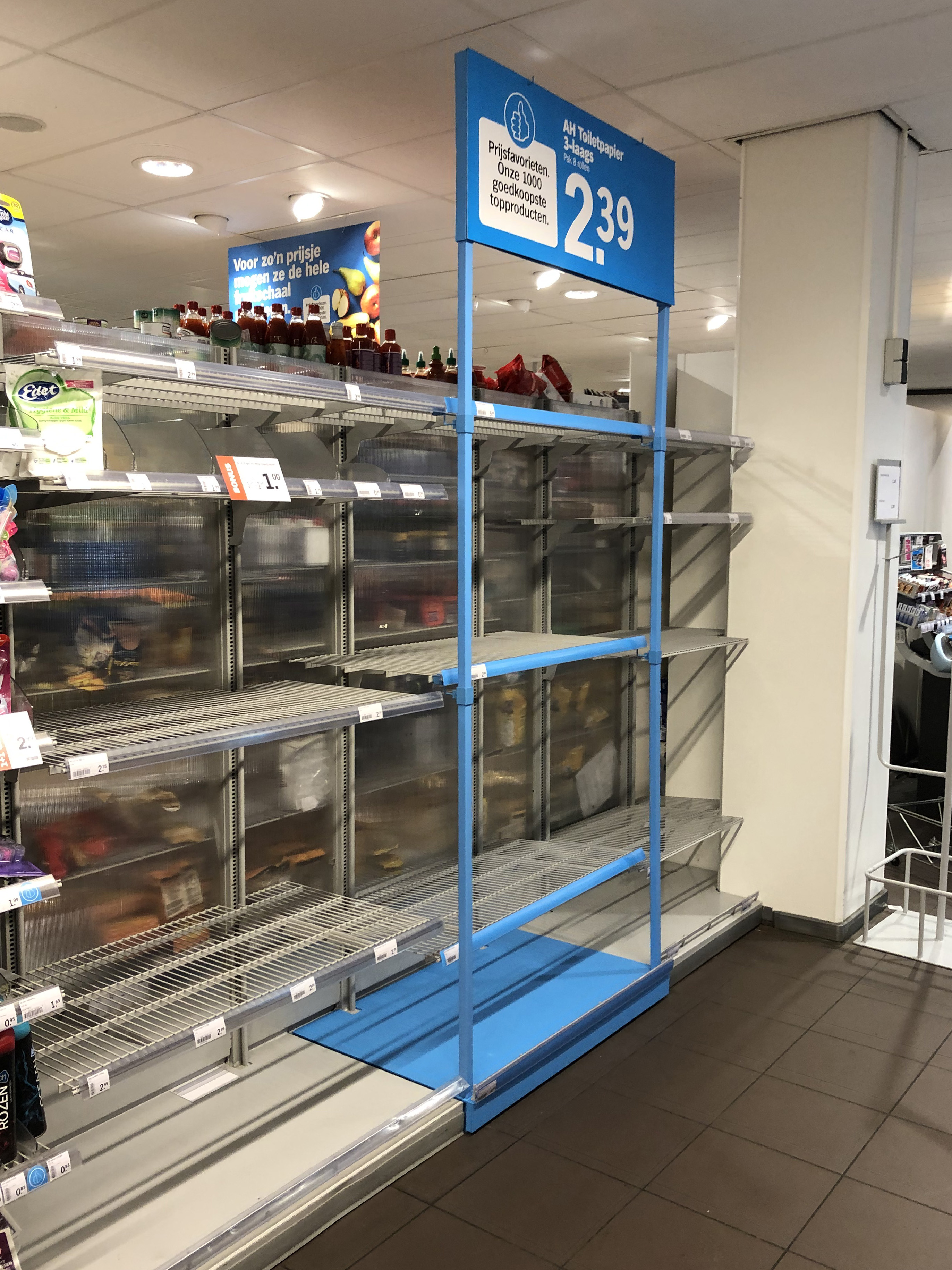
Hamsteren tijdens de coronapandemie van 2020: lege schappen op de plek waar normaal het toiletpapier te vinden is bij deze supermarkt in Amsterdam.

Van hamsteren is sprake als er voorafgaand aan een verwachte periode van (vermeende) schaarste, bijvoorbeeld in geval van een dreigende oorlog of epidemie, van bepaalde consumptiegoederen meer wordt ingeslagen dan men verbruikt, waardoor een extra voorraad wordt opgebouwd. 

## Omschrijving
Producten die gehamsterd worden zijn bijvoorbeeld voedsel of benzine. Wanneer veel mensen tegelijk meer dan normaal inslaan veroorzaakt dit op zichzelf schaarste, en als er al schaarste heerst wordt deze verergerd. Steeds meer mensen zullen zich daardoor genoodzaakt voelen eraan mee te doen, waardoor het een zichzelf versterkend proces is.
De handelswijze heeft een prijsopdrijvend effect. Dit wordt des temeer als kwalijk gezien wanneer het essentiële goederen betreft, zoals voedsel en water. Hamsteren kan in dergelijke gevallen worden bestreden door rantsoenering met behulp van distributiebonnen, zoals onder andere in de Tweede Wereldoorlog gebeurde. 
De term is afgeleid van het gedrag van de hamster, die voedsel in zijn wangzakken opslaat om naar een voorraadplaats te vervoeren. In het algemeen spreekt men van hamsteren wanneer men een extra voorraad aanlegt voor eigen gebruik. Wanneer men de bedoeling heeft het goed later weer te verkopen tegen een hogere prijs is er sprake van speculatie.
Men spreekt van verzamelzucht, als het verzamelen van spullen dwangmatig is.

## Voorbeelden
- In periodes van sterke inflatie worden producten gehamsterd die hun waarde behouden.
- In 1917, tijdens het hamsteren gedurende de Eerste Wereldoorlog, werd Amsterdam 'Hamsterdam' genoemd.[1]
- Nadat de Belgische overheid op 12 maart 2020 maatregelen nam tegen de coronacrisis gingen burgers massaal hamsteren. Er ontstond een run op onder andere toiletpapier en pasta.[2] In Nederland gebeurde een dag later hetzelfde.
- In Apeldoorn ontstond in oktober 2024 een run op flessenwater toen Vitens aankondigde de E. coli in het drinkwater aangetroffen te hebben. Het resulteerde in uitverkochte schappen.[3]

## Trivia
- Supermarktketen Albert Heijn kent zogenaamde 'hamsterweken', een campagne om klanten te verleiden extra voorraden in te slaan. Hamstergedrag van consumenten in 2020 vanwege de coronacrisis deed het bedrijf besluiten de actie op te schorten. In september 2021 keerden de 'hamsterweken' terug.
- De Nederlandse gebarentolk Irma Sluis verwierf in korte tijd grote bekendheid toen ze tijdens een live persconferentie van de regering over de coronacrisis het gebaar voor 'hamsteren' maakte.[4]